# Berberis pendryi
Berberis pendryi är en berberisväxtart som beskrevs av Bh.Adhikari. Berberis pendryi ingår i släktet berberisar, och familjen berberisväxter. Inga underarter finns listade i Catalogue of Life.